# Sportler des Jahres 2023 (Deutschland)
Die Sportler des Jahres 2023 in Deutschland wurden am 17. Dezember im Kurhaus von Baden-Baden ausgezeichnet. Veranstaltet wurde die Wahl zum 77. Mal von der Internationalen Sport-Korrespondenz (ISK).

## Männer
| Platz | Sportler          | Sportart              | Punkte | Erfolge 2023                                                      |
| ----- | ----------------- | --------------------- | ------ | ----------------------------------------------------------------- |
| 1.    | Lukas Dauser      | Gerätturnen           | 1753   | Weltmeister am Barren                                             |
| 2.    | Florian Wellbrock | Schwimmen             | 1062   | Weltmeister im Freiwasserwettbewerb über 5 und 10 km              |
| 3.    | Oliver Zeidler    | Rudern                | 865    | Weltmeister im Einer                                              |
| 4.    | Eric Frenzel      | Nordische Kombination | 747    | WM-Silber Team                                                    |
| 5.    | Markus Rehm       | Para-Leichtathletik   | 626    | Weltmeister und Weltrekorde im Weitsprung                         |
| 6.    | Felix Loch        | Rennrodeln            | 624    | Weltmeister im Einsitzer-Sprint                                   |
| 7.    | Alexander Schmid  | Ski Alpin             | 606    | Weltmeister im Parallelrennen                                     |
| 8.    | Patrick Lange     | Triathlon             | 249    | Vize-Weltmeister auf der Ironman-Distanz                          |
| 9.    | Taliso Engel      | Para-Schwimmen        | 246    | Weltmeister über 100 m Brust                                      |
| 10.   | Julian Schmid     | Nordische Kombination | 224    | Vizeweltmeister Normalschanze und Team, Dritter im Gesamt-Weltcup |

## Frauen
| Platz | Sportler             | Sportart                   | Punkte | Erfolge 2023                                                                                         |
| ----- | -------------------- | -------------------------- | ------ | --- |
| 1.    | Denise Herrmann-Wick | Biathlon                   | 1276   | Weltmeisterin im Sprint und Siegerin des Sprintweltcups                                              |
| 2.    | Darja Varfolomeev    | Rhythmische Sportgymnastik | 1255   | Weltmeisterin im Mehrkampf und an allen Geräten                                                      |
| 3.    | Katharina Schmid     | Skispringen                | 1208   | Weltmeisterin von der Normalschanze sowie mit dem Team und dem Mixed-Team                            |
| 4.    | Emma Hinze           | Bahnradsport               | 738    | Weltmeisterin und Europameisterin im Zeitfahren und Teamsprint                                       |
| 5.    | Anne Haug            | Triathlon                  | 660    | Zweite beim Ironman Hawaii                                                                           |
| 6.    | Leonie Beck          | Schwimmen                  | 643    | Weltmeisterin im Freiwasserwettbewerb über 5 und 10 km                                               |
| 7.    | Anna-Lena Forster    | Para-Ski Alpin             | 474    | Weltmeisterin im Super-G, Riesenslalom, Slalom und der Kombination in der sitzenden Klasse           |
| 8.    | Laura Nolte          | Bobsport                   | 470    | Weltmeisterin im Monobob, Europameisterin im Mono- und Zweierbob, Gesamtweltcupsiegerin im Zweierbob |
| 9.    | Ricarda Funk         | Kanuslalom                 | 331    | Europameisterin im K1                                                                                |
| 10.   | Doreen Vennekamp     | Sportschießen              | 183    | Weltmeisterin mit der Sportpistole über 25 m                                                         |

## Mannschaft
| Platz | Mannschaft                          | Sportart      | Punkte | Erfolge 2023                                                           |
| ----- | ----------------------------------- | ------------- | ------ | ---------------------------------------------------------------------- |
| 1.    | Basketballnationalmannschaft Männer | Basketball    | 2539   | Weltmeister                                                            |
| 2.    | Eishockey-Nationalmannschaft Männer | Eishockey     | 1718   | Vizeweltmeister                                                        |
| 3.    | Hockeynationalmannschaft Männer     | Hockey        | 1119   | Weltmeister                                                            |
| 4.    | Teamsprint Bahnrad Frauen           | Radsport      | 646    | Welt- und Europameisterinnen                                           |
| 5.    | Biathlon-Staffel Frauen             | Biathlon      | 409    | Vizeweltmeisterinnen                                                   |
| 6.    | Skilanglauf-Staffel Frauen          | Skilanglauf   | 395    | Vizeweltmeisterinnen                                                   |
| 7.    | Toni Eggert/Sascha Benecken         | Rennrodeln    | 350    | Weltmeister Doppelsitzer, Doppelsitzer-Sprint und Teamstaffel          |
| 8.    | Johannes Lochner/Georg Fleischhauer | Bobsport      | 224    | Welt- und Europameister im Zweierbob, Gesamtweltcupsieger im Zweierbob |
| 9.    | Kajak-Vierer Männer                 | Kanurennsport | 135    | Weltmeister                                                            |
| 10.   | Canadier-Zweier Männer              | Kanurennsport | 121    | Weltmeister                                                            |

## Weitere Auszeichnungen
- „Newcomer des Jahres“: Leo Neugebauer (Leichtathletik) und Nathalie Armbruster (Nordische Kombination)
- Trainer des Jahres: Isabell Sawade (Rhythmische Sportgymnastik) und Gordon Herbert (Basketball).
- Sparkassenpreis für Vorbilder im Sport: Eric Frenzel (Nordische Kombination)